# ドンバス (映画)
『ドンバス』（原題・ウクライナ語: Донбас）は、セルゲイ・ロズニツァ監督による2018年のドラマ映画である。第71回カンヌ国際映画祭のある視点部門のオープニング作品として上映された。カンヌのある視点部門でロズニツァは監督賞を獲得し、また第40回カイロ国際映画祭ではシルバー・ピラミッドを受賞した。第49回インド国際映画祭では金孔雀賞を受賞した。第91回アカデミー賞外国語映画賞にウクライナ代表として出品されたが、ノミネートには至らなかった。撮影はドネツィクから300km西のクルィヴィーイ・リーフで行われた。

## プロット
ウクライナとロシアが支援するドンバス地域のドネツク人民共和国との間で発生した2010年代半ばの紛争が検証される。

## 評価

### 批評家の反応
レビュー収集サイトのRotten Tomatoesでは43件のレビューで支持率は88%、平均点は7.3/10となった。またMetacriticでは7件のレビューに基づいて加重平均値は74/100と示された。

### 受賞
第71回カンヌ国際映画祭のある視点部門でロズニツァは監督賞を受賞した また第40回カイロ国際映画祭では『マンタレイ』のプッティポン・アルンペンとタイでシルバー・ピラミッドを獲得した。